# Тигр (карабин)
Тигр — охотничий карабин сделанный на базе самозарядной снайперской винтовки Драгунова (СВД).

## История
Опытный образец охотничьего карабина «Тигр» был разработан в 1969 году Е. Ф. Драгуновым на Ижевском машиностроительном заводе на базе его же самозарядной снайперской винтовки СВД как эффективное охотничье оружие для добычи среднего и крупного зверя. Карабин полностью унаследовал все достоинства снайперской винтовки СВД, включая простоту устройства, высокую надежность и точность стрельбы, вполне достаточную для большинства видов охот. В советское время карабины Тигр выпускались в малых количествах по отдельным заказам.
В конце 1992 года началось серийное производство карабина «Тигр» для внутреннего рынка России и на экспорт. Первые карабины комплектовались магазинами на 5 и 10 патронов и оптическим прицелом ПО4х34. В 1993 году для них началась разработка деревянного приклада нового образца. После того, как 20 мая 1993 года был принят закон «Об оружии», в конструкцию карабинов были внесены изменения для соответствия закону.

## Система
Представляет собой самозарядное оружие с газовым приводом автоматики. Газовый поршень с коротким ходом расположен над стволом, в конструкции предусмотрен ручной газовый регулятор. Запирание канала ствола осуществляется поворотным затвором на три боевых упора. Питание патронами осуществляется из отъемных коробчатых магазинов. Канал ствола и патронник хромируются для повышения ресурса и упрощения обслуживания и чистки. Оснащен открытыми механическими прицельными приспособлениями с регулируемым целиком. Для установки оптических прицелов слева на ствольной коробке имеется специальная планка, на которую крепятся быстросменные кронштейны. В зависимости от исполнения может комплектоваться цевьем и прикладом из дерева или пластика. Приклад может быть фиксированным или складным.
Основным отличием карабина Тигр-7.62 под патрон 7,62×54R от боевой винтовки СВД является изменённый с 240 на 320 мм шаг нарезов, что было сделано для улучшения точности стрельбы тяжелыми охотничьими пулями.

## Варианты исполнения
- ОЦ-18 — охотничий карабин на базе СВД, выпускавшийся ЦКИБ СОО. Комплектовался 5-зарядным магазином[3]
- Тигр 7.62: базовая модель под патрон 7,62x54R, выпускался в разных вариантах исполнения: со стволом длиной 530 или 620 мм, с ортопедической деревянной ложей, фанерной или пластиковой ложей по типу СВД и со складным прикладом по типу СВДС[2]. По состоянию на 2018 год в производстве находятся карабины Тигр 7.62 исп. 01 с пластиковой ложей и скелетным прикладом, Тигр 7.62 исп. 02 со складным металлическим прикладом по типу СВДС и Тигр 7.62 исп. 05 с деревянной ложей и скелетным прикладом, по типу винтовки СВД.[5] Вместимость магазинов 5 или 10 патронов.
- Тигр 308: вариант под патрон .308 Winchester[2], со стволом длиной 565 мм или 620 мм с охотничьим деревянным прикладом или со складным прикладом по типу СВДС.[6] Вместимость магазинов 10 патронов.
- Тигр 30-06: вариант под патрон .30-06 Springfield, со стволом длиной 565 мм или 620 мм с охотничьим деревянным прикладом или со скелетным прикладом по типу СВД. Вместимость магазина — 5 патронов[2]. Снят с производства.
- Тигр 9: вариант под патрон 9,3×64, со стволом длиной 565 мм или 620 мм с охотничьим деревянным прикладом или со скелетным прикладом по типу СВД. Вместимость магазина — 5 патронов[2][7]. Снят с производства.
- TG3: гладкоствольный[8] вариант под патрон 9,6/53 Lancaster, имеющий ствол со сверловкой Ланкастера. Представлен в 2018 году и ориентирован на рынок начинающих охотников (не имеющих достаточного стажа для владения нарезным оружием).